# 바리마와이니주

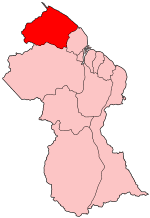
바리마와이니주의 위치

바리마와이니주(영어: Barima-Waini)는 가이아나 북서부에 위치한 주로 주도는 마바루마이며 면적은 20,339km2, 인구는 26,941명(2012년 기준), 인구 밀도는 1.3명/km2이다. 북쪽으로는 대서양, 동쪽으로는 포메룬수페남주, 남쪽으로는 쿠유니마자루니주와 접하며 서쪽으로는 베네수엘라와 국경을 접한다.

## 같이 보기
- 존스타운 (가이아나)